# Sd.Kfz.250
Sd.Kfz. 250 је био један од главних полугусеничара немачке војске у Другом светском рату. За разлику од Sd.Kfz. 251, возила Sd.Kfz. 250 су била краћа и покретљивија, али истовремено имала су мање транспортне могућности. Веома је сличан истом по облику оклопном транспортеру Sd.Kfz. 251, али и по употреби и наоружању. Ово возило је плод Блицкрига, муњевитог рата. Коришћен је као блиска ватрена подршка пешадије, транспортер, тегљач, извиђачко возило, лако против-тенковско возило, и возило за снабдевање муницијом. На Sd.Kfz. 250 нису монтирани против-авионски топови.

## Модели
Први модел Sd.Kfz. 250 се појавио одмах након Sd.Kfz. 251 и представљао је скраћено верзију која је могла да транспортује 6 војника. Био је тежак 1 тону, за разлику од 3 тона тешког Sd.Kfz. 251 и одмах је почела серијска производња. Прва возила су се појавила током инвазије на Пољску и касније Француску. Производња возила је трајала током целог рата и коришћен је на свим фронтовима. Ово возило је 1943. године добило нови изглед (такозвани "Neuer Art") и током рата је модификовано, како би испунило најразноврсније задатке. Прве верзије су имале митраљез МГ-34 док су касније добијале и МГ 42.
- Верзије возила Sd.Kfz. 250:

Sd.Kfz. 250/1 leichter Schützenpanzerwagen
Прва, стандардна верзија возила, наоружана митраљезом МГ-34 и служила је за транспорт пешадије
Sd.Kfz. 250/2 leichter Fernsprechpanzerwagen
Верзија која је постављала телефонске каблове
Sd.Kfz. 250/3 leichter Funkpanzerwagen
Командна верзија опремљена радио станицом великог домета - Фу-12 (комуникацијски центар земља-ваздух)
Sd.Kfz. 250/4 
Против-авионска верзија са два МГ-34 митраљеза у тандему (Zwilinglafette 36) - није стављена у серијску производњу
Sd.Kfz. 250/4 
Извиђачко возило за јуришне топове Штурмгешиц III возило (са артиљеријским дурбином).
Sd.Kfz. 250/5 leichte Beobachtungspanzerwagen
Командна верзија са радио опремом великог домета - ФуГ-15
Sd.Kfz. 250/6 leichte Munitionspanzerwagen
Транспортер муниције за јуришне топове Штурмгешиц III и против тенковске топове Пак 40
- SdKfz 250/7 leichte Schützenpanzerwagen (schwerer Granatwerfer)

Верзија са минобацачем калибра 80 mm .
- SdKfz 250/7 leichte Schützenpanzerwagen (Munitionsfahrzeug)'

Транспортер муниције за минобацач калибра 80 mm.
SdKfz 250/8 leichte Schützenpanzerwagen (7.5cm)
Лако артиљеријско возило са краткоцевним топом 7.5cm КвК 37 Л/24 и митраљезом МГ-34.
SdKfz 250/9 leichte Schützenpanzerwagen (2cm)
Извиђачко возило са топом калибра 2 cm КвК 38 autocannon и спрегнутим митраљезом МГ-34 или МГ 42
SdKfz 250/10 leichte Schützenpanzerwagen (3.7cm PaK)
Извиђачко комадно возило наоружано против-тенковским топом 3.7 cm ПаК 35/36.
SdKfz 250/11 leichte Schützenpanzerwagen (schwere Panzerbüchse 41)
Возило са тешком против-тенковском пушком 2.8 sPzB 41 и МГ-34.
SdKfz 250/12 leichte Messtruppanzerwagen
Извиђачко и осматрачко возило артиљерије.
SdKfz 252 leichte Gepanzerte Munitionskraftwagen
Транспорт муниције за Штурмгешиц III.
SdKfz 253 leichte Gepanzerte Beobachtungskraftwagen
Осматрачко и командно возило тешке артиљерије са јаком радио опремом.

## "Нова уметност"
Увођењем Sd.Kfz. 250 "Neur Art" модела значајно су се промениле карактеристике. Промењен је облик, наоружање, висина и тежина. Промене су излистане у табели испод.
| ×                   | Sd.Kfz. 250 стари модел | Sd.Kfz. 250 нови модел |
| ------------------- | ----------------------- | ---------------------- |
| Тежина              | 5800 kg                   | 5300                   |
| Дужина              | 4.56 m                   | 4.61                   |
| Висина              | 1.66 m                   | 1.98                   |
| Оклоп (доњи предњи) | 14.5 mm                   | 15                     |
| Оклоп (позади)      | 75°                     | 80°                    |

Напомена: у табели су само промене, све остало што није у табели је остало исто.

## Борбена употреба
Sd.Kfz. 250 је коришћен на свим фронтовима и био је један од највише цењених транспортера. Извршавао је допунске и наменске задатке које Sd.Kfz. 251 није могао да испуни, често је био у првим борбеним линијама као јуришно возило, коришћен је у борби против гериле и његова проиводња је трајала током целог рата. До средине рата имао је метално сиву боју да би касније добио маскирну (Панзергренадирске јединице су га фарбале у две варијанте, Summer Parka и Spring Parka). Био је у колони која је заобишла Мажино линију, једно од првих возила које је ушло у Стаљинград, возило које је Ервин Ромел користио више од тенкова а последње борбе је видело у Арденима током битке у Арденима и битке за Берлин. Међутим и ово возило као и Sd.Kfz. 251 је било у недовољном броју да би се опремиле целе јединице. Једина јединица која је била комплетно опремљена била је групација Лер. после рата остало је у неким армијама, али је већ почетком 50-их година избачено из употребе.

### Предности
Ово возило је без сумње представљало одличан правац употребе немачких војних ресурса. Са базом на коју се лако могу додати модификације, мањом производном ценом од сличних транспортера, добрим оклопом и покретљивошћу било је једно од најбољих оклопних транспортера Другог светског рата. Одлично се показало у свих временским условима и на свим фронтовима, нарочито захваљујући тој чињеници да је већина возила имала бензинске моторе. Због мање висине и силуете представљао је тежу мету за противника а имао је и већи домет. Такође, задњи део возила је имао искошен улаз под једним углом док је Sd.Kfz. 251 имао изломљен облик што је омогућавало још бољу заштиту од ракетних против-тенковских оружја.

### Мане
Највећа мана овог возила је опасност од потпуног уништења у случају да се погоди мотор. За разлику од Sd.Kfz. 251 који је имао јаке оклопне плоче и изолован мотор од остатка возила Sd.Kfz. 250 је имао танак лим испред возача. Дешавало се да возило погоди америчка Базука или британски ПИАТ и да после неколико секунди цело експлодира. Ова проблем је делимично решен 1943. и касније уградњом додатног оклопа испред возача.
Следећа мана су биле гусенице и њихов преносни систем. Док је код Sd.Kfz. 251 у случају поготка гусеница или активације против-тенковске мине уништавана само гусеница која се могла заменити код Sd.Kfz. 250 се дешавало да цела структура пропадне (укључујући преносни систем). Док Хајнц Гудеријан хвали возило због покретљивости и могућности да веома брзо изврши задатке у корист тенковских формација Ерих Мајнштајн се у књизи „Изгубљене победе“ жали да су мање транспортне могућности велика и тешка мана која је чак коштала немачку војску у неким операцијама.
И ово возило је падало као плен совјетске и савезничке авијације због чињенице да је имало отворен кров и препознатљив облик.

### Слабе тачке
Слабе тачке возила су сличне као код Sd.Kfz. 251, слаб оклоп, отворен кров, слаба заштићеност мотора, танак оклоп пода и гусенице. Посада је била осигурана од лаког пешадијског наоружања али су зато противтенковска возила узимала данак веома лако. Возило је било веома рањиво од Молотовљевих коктела, то се нарочито показало током битке за Стаљинград. У урбаној средини, са малим простором за маневрисање возила су трпела губитке (за потпуно окретање возила на чистини је било потребно најмање 9 метара). Возило је било рањиво напротив-тенковске челичне препреке и имало проблема на расквашеном и блатњавом терену са већим неравнинама.

### Занимљивости
Ервин Ромел, командант Немачког афричког корпуса је користио Sd.Kfz. 250/3 као командно возило током целе кампање. Због тога што је возило било опремљено јаким радио уређајима могао је слободно да се креће по терену и оперативно руководи и на значајним удаљеностима од свог штаба. Са овим возилом је пратио трупе, а често и сам предводио нападе. Занимљив је и случај да је са овим возилом случајно залутао и налетео на британску патролу коју је успео да зароби варком да је он само претходница. Колико је волео возило показује и то да је на странама возила било офарбано „Гриф" - напад. На сликама се може видети да је у случају неког квара и сам поправљао возило.
Ово возило је такође осликано у многим новијим рачунарским играма као што су Стаљинград, Company of Heroes, Blitzkrieg, Codename Panzers и другим.